# 撃沈
撃沈（げきちん）とは、何らかの攻撃によって艦船を沈没させることである。

## 概要
撃沈とは、艦船・船舶を何らかの手段による攻撃（砲撃・爆撃・雷撃など）で沈没させることを意味する、軍事用語である。サ行変格活用の他動詞であって、例えば、「敵艦を撃沈した」「味方艦が撃沈された」のように用いる。軍事用語をよく知らない人の記事・著作では、味方が沈められたにもかかわらず「味方艦、撃沈」「味方艦が撃沈した」などと記述されることがあるが誤りで、味方艦を主語にとる場合は「味方艦、沈没」などと自動詞を使うか、前述のように受動現象として表現するのが正しい。
さらに「轟沈」「爆沈」という言葉は「撃沈された」時の具体的な状況（沈むまでの時間や様子）を表したものである。「轟沈」「爆沈」の場合はそれぞれ「沈没」の意味を補強した言葉であるから、後述する戦時報道の場合を除いて「味方艦、轟沈」「味方艦、爆沈」でも誤りではない。また第三者が戦闘結果を語る場合は、双方の損害・戦果共に「撃沈」「沈没」どちらの表現でも問題ない。

### 轟沈
轟沈（ごうちん）とは、艦船の沈没時の状態を表現した軍事用語で、敵味方を問わず敵の攻撃を受けた艦船がその後、短時間（日本海軍の基準ではおおむね1分以内、ただしそれ以上の時間でも轟沈とされる場合も多い）のうちに沈没することを意味する。
太平洋戦争中の1944年に公開された、日本映画社製作による潜水艦戦の国策映画で「轟沈 印度洋潜水艦作戦記録」というタイトルの作品がある。また挿入歌のタイトルも轟沈（作詞・米山忠雄、作曲・江口夜詩）である。

#### 歴史上における轟沈の実例

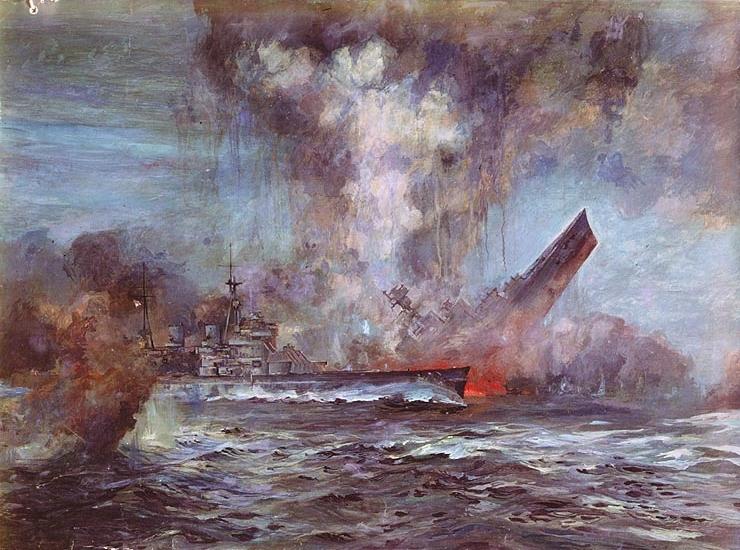
フッド（右奥）の撃沈を描いたイラスト。左手前はプリンス・オブ・ウェールズ。

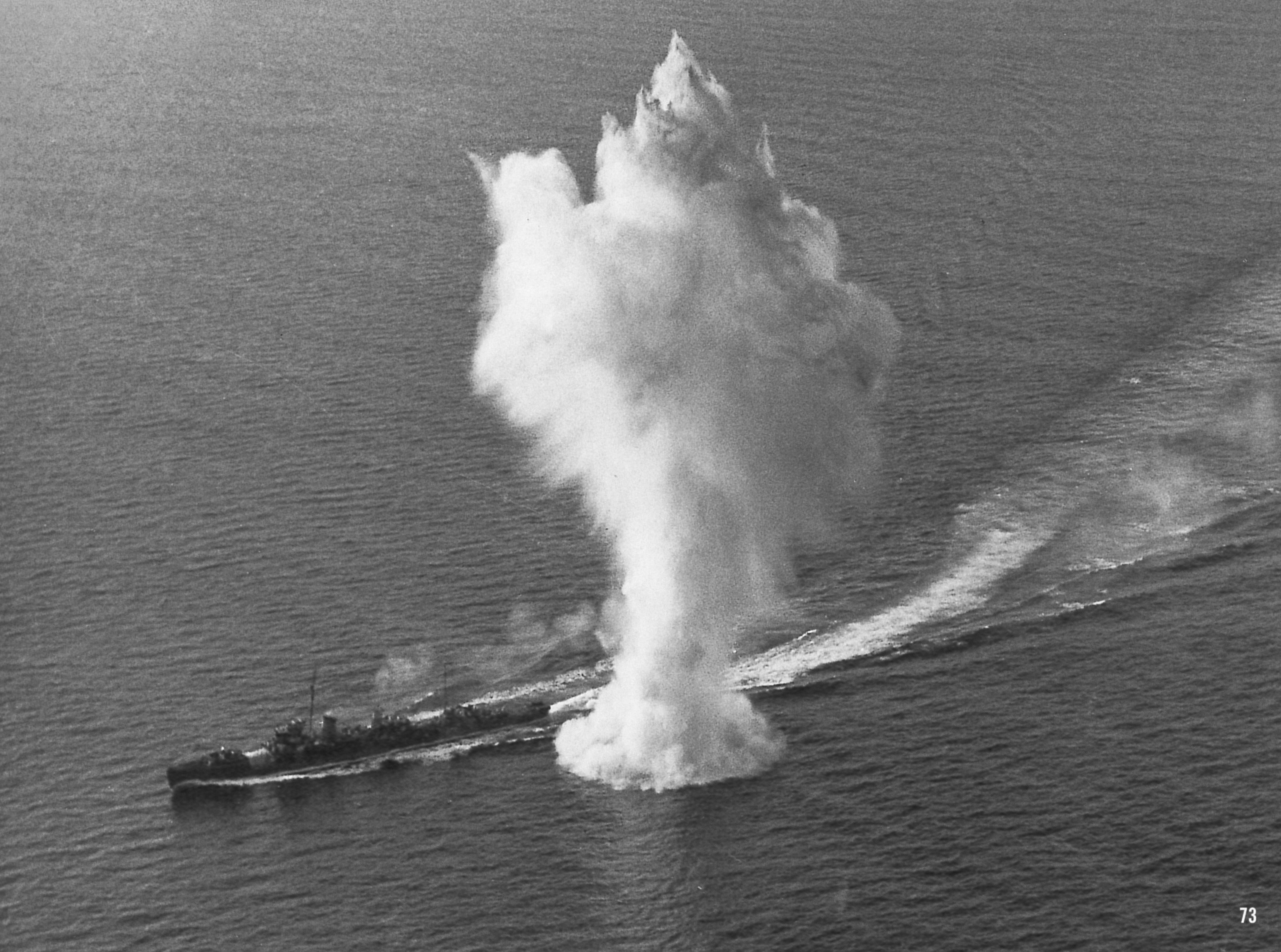
パラオ空襲下の若竹

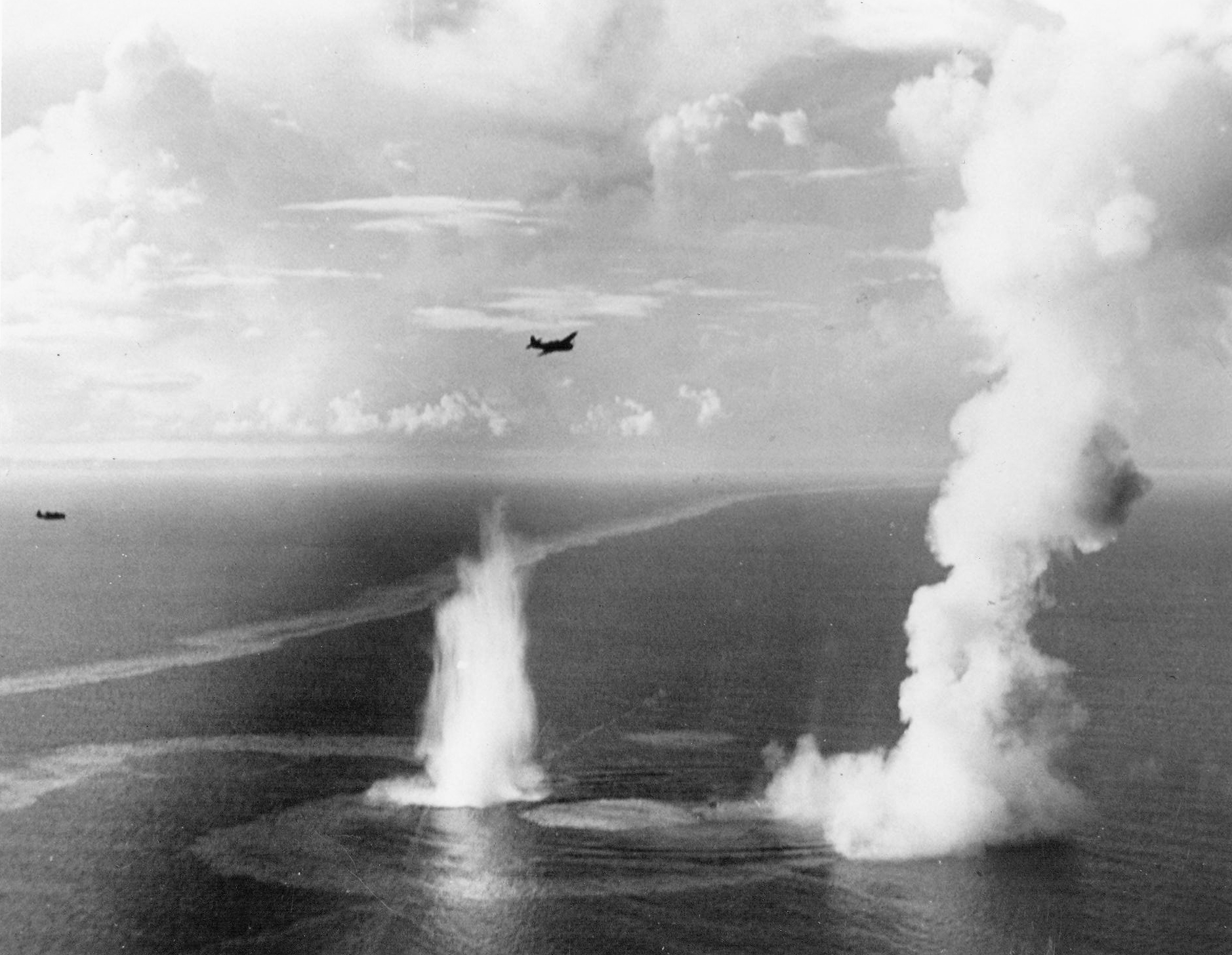
若竹の最期。若竹は船団を護衛して逃れようとしたが発見され、爆弾4発を受けて15秒で沈んだ。

- 日露戦争時、日本海軍の戦艦初瀬は、旅順港沖でロシア海軍の機雷に触れ、1分10秒で轟沈した。ロシア戦艦ペトロパウロウスクも同様に、1分30秒ほどで轟沈した。
- 第一次世界大戦のユトランド沖海戦において、イギリス海軍の巡洋戦艦3隻（インディファティガブル、クイーン・メリー、インヴィンシブル）は、いずれもドイツ海軍の巡洋戦艦の砲撃で主砲塔を撃ち抜かれ、弾火薬庫が誘爆して瞬時に沈没した（「爆沈」にも該当）。
- イギリス海軍の巡洋戦艦フッドは、デンマーク海峡海戦でドイツの戦艦ビスマルクの砲撃をうけた直後、弾火薬庫が誘爆して瞬時に沈没した（「爆沈」にも該当）。
- 太平洋戦争時のアメリカ海軍の軽巡洋艦ジュノーは日本海軍の潜水艦伊26から左舷に雷撃を受け、搭載された魚雷に誘爆、砲塔から上部構造物を吹き飛ばしさらに船体が二つに折れ20秒で沈没した（「爆沈」にも該当）。僚艦の乗員に破片が降り注ぎ負傷者も出した。
- 太平洋戦争時、日本海軍の重巡洋艦摩耶は米軍の潜水艦の雷撃により沈没した。この時は被雷から8分後の沈没であるが、多くの戦記では轟沈扱いとなっている。
- 日本海軍の駆逐艦若竹は、1944年（昭和19年）3月30日 - パラオ大空襲に際して、脱出を図るパタ07船団の護衛についたが、パラオ湾口3 km沖にて爆弾4発を被弾し15秒で轟沈した。
- アメリカ海軍の駆逐艦クーパーは、1944年（昭和19年）12月3日オルモック夜戦にて、日本海軍の駆逐艦竹からの雷撃を右舷に受け船体をV字に分断され、1分で轟沈した。この雷撃が日本海軍における最後の水上艦艇からの雷撃による艦艇の撃沈の戦果となる。

### 爆沈
爆沈とは、艦船の沈没時の状態の一つ。被弾、被雷、事故、その他の理由によって搭載する弾薬、積荷、燃料などが爆発し、船体が破砕されることによって浮力を喪失、沈没に至ることをさす。また、戦闘行動によらないものであっても浮力の喪失の主たる原因が、その船の積載物の爆発に起因する船体の破壊であるときは爆沈と呼ぶことができる。

#### 歴史上における爆沈の実例
- 1905年9月11日 - 日本海軍の戦艦三笠は、佐世保港内で搭載弾薬の爆発事故をおこし、沈没・着底（後に修復）した。
- 1943年6月8日 - 日本海軍の戦艦陸奥は、柱島泊地に停泊中、弾薬庫が謎の爆発を起こして沈没した。付近に停泊して事態を視認した戦艦扶桑が「ムツバクチンス　一二一五」と報告の電文を呉から柱島泊地に向かっている長門へ打電している。
- 1943年11月24日 - アメリカ海軍の護衛空母リスカム・ベイは、ガルヴァニック作戦におけるマキン島沖での哨戒中、潜水艦から発射された魚雷4本のうち1本が船体後部の航空爆弾庫付近に命中して集積されていた爆弾等が誘爆、瞬時にして後ろ半分が跡形もなく吹き飛び、残った前半分も時を経ずして沈没した。
- 1944年6月19日 - 日本海軍の空母大鳳は、マリアナ沖海戦に参加中、潜水艦からの魚雷攻撃が原因で漏れて気化した航空機燃料が充満、これに引火して爆発炎上、約2時間後に沈没した。
- 1944年10月25日 - 日本海軍の扶桑は、スリガオ海峡海戦において駆逐艦の発射した魚雷が命中して弾薬庫が爆発、真っ二つに折れて沈没した。同じく山城も被雷によって砲弾が誘爆、艦橋が崩壊するなどの後に沈没しているが、沈没の主たる原因が駆逐艦の発射した魚雷の命中によって生じた破孔からの浸水による転覆のため、これは爆沈ではない。
- 1944年12月28日　- アメリカ海軍のリバティ船ジョン・バークは、ミンドロ島攻略に向け弾薬を積み航行をしていたがセブ島から出撃した神風特攻隊の1機が前部2番倉庫、3番倉庫間に突入、数秒で積載していた弾薬に誘爆し巨大なキノコ雲を発生させ爆破炎上し沈没した、爆発の余波も凄まじく直後を航行していた別の輸送艦も沈没、衝撃波により飛び散った破片による他船舶への損害も出した。

## 報道用語
報道用語としての「撃沈」とは、少なくとも戦前の日本では、自国の軍隊が敵艦を沈没せしめることを形容したもので、自国艦の沈没時には用いられなかった用語である。戦意高揚のために、新聞紙面で敵艦を沈めた時に多く使われた。この場合も敵味方を問わず、砲撃、爆撃、雷撃、接触雷により艦船を沈没させることを指す名詞（サ行変格）である。
「轟沈」も報道用語として戦争報道で用いられる。これは自国の軍隊が敵艦を沈没せしめることを派手に形容したもので、あっと言う間に見事に沈没させたこと（＝時間を掛けて苦戦しながら沈めたのではない）を強調し短時間での沈没状況をさすことが多いが、そうでない場合（例えばマレー沖海戦の報道）で用いられるケースもあった。
また「轟沈」は日露戦争における、旅順港封鎖作戦で機雷によるロシア戦艦ペトロパウロウスク撃沈の報道に使われたのが最初ではないかという説がある。太平洋戦争時の大本営発表では「轟撃沈」「轟爆沈」という、合わさった表現も見られる。戦争中の新聞記事では連日、敵艦「撃沈」「轟沈」の文字が紙面を賑わせ、（事実とは異なっていても）日本軍の華々しい勝利を強調していた。
撃沈も轟沈も、敵艦を撃沈した時には使われたが、自国艦が沈められた時の報道では決して用いず、「沈没」「喪失」などと控えめな表現で記述された。当然、敵方や第三者による報道の場合、これにあてはまらない。

## 俗語
上記から転じて、「撃沈（する）」は自動詞として、日常生活や仕事での失敗、不合格、酒に酔いつぶれること、疲労で力尽きること、失恋、勝負の敗北などを意味する俗語・スラングとしても使われる。「轟沈（する）」も意味するところは同じであるが、その程度が激しいことを表す。